# Flabellophora kinabaluensis
Flabellophora kinabaluensis är en svampart som beskrevs av Corner 1987. Flabellophora kinabaluensis ingår i släktet Flabellophora och familjen Polyporaceae.   Inga underarter finns listade i Catalogue of Life.